# Körfez
Körfez est une ville de Turquie qui comptait 125 012 habitants en 2008.
La municipalité englobe à l'ouest la petite ville de Hereke, connue pour ses tapis.